# Joshua Van Sant
Joshua Van Sant (ur. 31 grudnia 1803, zm. 8 kwietnia 1884 w Baltimore, Maryland) – amerykański prawnik i polityk związany z Partią Demokratyczną.
W latach 1853–1855 przez jedną kadencję Kongresu Stanów Zjednoczonych był przedstawicielem trzeciego okręgu wyborczego w stanie Maryland w Izbie Reprezentantów Stanów Zjednoczonych.
W latach 1871–1875 pełnił funkcję burmistrza miasta Baltimore.